# Misere Mortem
Misere Mortem — дебютный студийный альбом сайд-проекта Mortemia, создателем и единственным участником которого является Мортен Веланд. Альбом поступил в продажу 24 февраля 2010 года в Финляндии и 26 февраля в остальных странах.
Все инструментальные и вокальные партии Misere Mortem были записаны и сведены Мортеном на его домашней студии в Ставангере. Кроме самого Мортена, в создании альбома принял участие лишь французский хор.

## Список композиций
1. The One I Once Was — 4:45
2. The Pain Infernal and the Fall Eternal — 5:15
3. The Eye of the Storm — 5:09
4. The Malice of Life’s Cruel Ways — 5:01
5. The Wheel of Fire — 4:08
6. The Chains That Wield My Mind — 4:29
7. The New Desire — 3:49
8. The Vile Bringer of Self Destructive Thoughts — 3:52
9. The Candle at the Tunnel’s End — 3:59

## Участники записи
- Мортен Веланд (норв. Morten Veland) — вокал, гроулинг, все инструменты, микширование, мастеринг, продюсер.